# لیتل بنتلی
لیتل بنتلی (به انگلیسی: Little Bentley) یک روستا و محله مدنی در بریتانیا است که در تندرینگ واقع شده‌است. لیتل بنتلی ۲۷۱ نفر جمعیت دارد.